# Pangasianodon gigas
El pez gato del Mekong (Pangasianodon gigas) es una especie de actinopterigio siluiforme de la familia pangásiidos oriunda del Sudeste Asiático. Es considerado como uno de los peces de agua dulce más grande del mundo y se encuentra en peligro crítico de extinción.

## Descripción
El pez gato de Mekong presenta una coloración de gris a blanco y sin rayas, y se distingue de otras especies de su familia por la falta casi total de barbillas y la ausencia de dientes. Puede alcanzar una longitud no confirmada de 3 m, esta especie crece extremadamente rápido, alcanzando una masa de 150 a 200 kg en seis años, existiendo reportes de ejemplares de hasta 350 kg. Los peces juveniles tienen barbillas que se reducen a medida que maduran.

## Hábitat y distribución

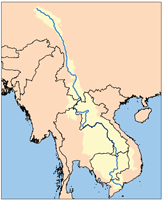
Cuenca del río Mekong

Históricamente, el rango de distribución del pez gato de Mekong se extendía desde la cuenca baja del río Mekong en Vietnam (por encima del agua salobre influenciada por las mareas del delta del río) hasta el extremo norte del río en Yunnan (China), abarcando un área de 4800 km de la cuenca del río. Debido a las amenazas, esta especie ya no habita la mayoría de su hábitat original y se cree que solo existe en poblaciones pequeñas y aisladas en la región media del Mekong. Viven principalmente en el canal principal del río, donde la profundidad del agua es superior a 10 m.
La fragmentación causada por el desarrollo, cada vez más común, de la infraestructura de las represas se está volviendo, presentan amenazas a los alevines, reduciendo las capacidades de reproducción. La sobrepesca, la represa, la destrucción del desove, los criaderos y la sedimentación han afectado el hábitat de la especie.

## Ecología
Alimentación
Como alevines, esta especie se alimenta de zooplancton en el río (géneros Cyclops, Moina, Daphnia),  Después de aproximadamente un año, se vuelve herbívoro alimentándose de algas filamentosas que crecen en superficies rocosas sumergidas y, probablemente, ingiriendo accidentalmente larvas y perifiton.
Migración
Durante el inicio de la temporada de lluvias, se reúnen y migran río arriba para desovar. Su patrón de migración es poco conocido. Se cree que los peces se crían principalmente en el lago Tonle Sap de Mekong y Camboya, y migran cientos de millas al norte a zonas de desove en Tailandia.

## Estado de conservación
Se encuentra en gravemente amenazada debido a la sobrepesca, así como a la disminución de la calidad del agua debido a la construcción de represas. Un estudio realizado en 2018 sugiere que su población puede disminuir hasta en un 40 % como resultado de proyectos de represas. La Lista Roja de la UICN lo clasifica a las especies como una Especie en peligro crítico de extinción, se desconoce el número que vive en la naturaleza, pero los datos de captura indican que la población ha disminuido en un 80 % en los últimos 14 años. También figura en el Apéndice I de CITES, que prohíbe el comercio internacional de especímenes capturados en la naturaleza.

## Relación con el hombre
En la cultura popular

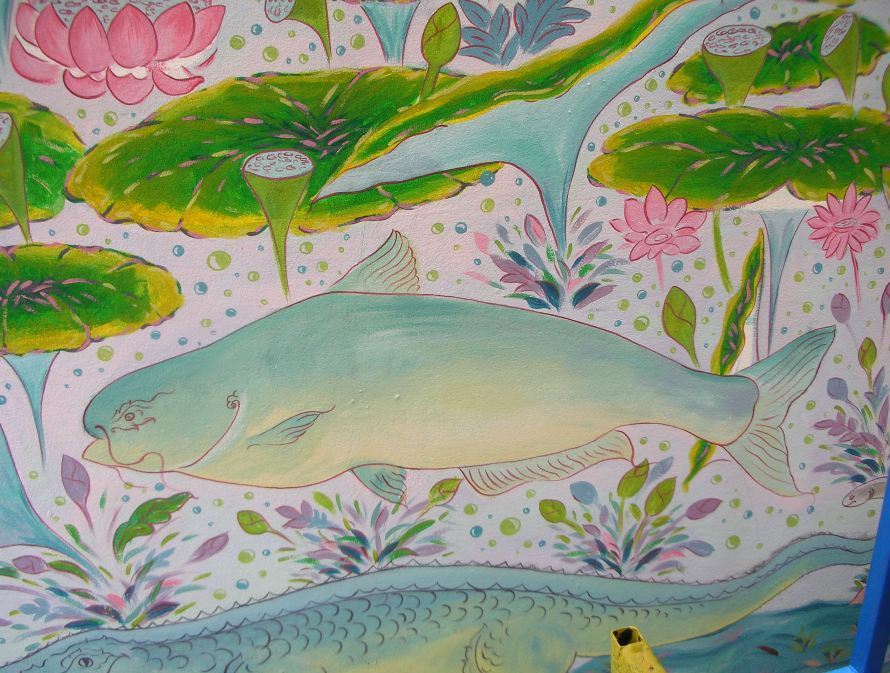
Ilustración de pez gato de Meikong en Chiang Khong (Chiang Rai, Tailandia)

En el folklore tai, este pez es tratado con reverencia, se siguen rituales especiales y se hacen ofrendas antes de pescarlo. La especie es representado en arte antiguo a lo largo del río Mekong.
Ejemplar más grande capturado
El ejemplar más grande capturado en Tailandia desde que comenzó el mantenimiento de registros en 1981 fue una hembra que mide 2.7 m de longitud y de 293 kg de peso. Este espécimen, capturado en 2005, es ampliamente reconocido como el pez de agua dulce más grande jamás capturado. Los funcionarios pesqueros tailandeses despojaron al pez de sus huevos como parte de un programa de reproducción, con la intención de liberarlo, pero el pez murió en cautiverio y se vendió como alimento a los aldeanos locales.